# BME Futsal Club
Az BME Futsal Club egy magyar futsalklub Budapesten, amely a Budapesti Egyetemi Futsal Bajnokságban játszik.

## Klubtörténelem
A BME Futsal Club Sportegyesület 2011-ben jött létre. Kezdetben a MAFC szakosztályaként, 2014 óta önálló egyesületként BME FC néven, 2017-től pedig BME-BT FC néven szerepelnek a bajnokságban. Több évnyi másodosztályú szereplés után 2018-ban sikerült a feljutás az NB I-be. A 2018/2019-es bajnokságban az utolsó helyen végzett a csapat és kiesett, de nem nevezett a másodosztályra sem.

## Eredmények

### A bajnokságban
| Szezon    | Bajnokság neve                      | Helyezés |
| --------- | ----------------------------------- | -------- |
| 2013/2014 | Férfi Futsal NB II.                 | 1.       |
| 2014/2015 | Férfi Futsal NB II.                 | 2.       |
| 2015/2016 | Férfi Futsal NB II.                 | 3.       |
| 2016/2017 | Férfi Futsal NB II.                 | 2.       |
| 2017/2018 | Férfi Futsal NB II.                 | 1.       |
| 2018/2019 | Férfi Futsal NB II.                 | 1.       |
| 2019/2020 | Budapesti Egyetemi Futsal Bajnokság |          |